# Sohrab

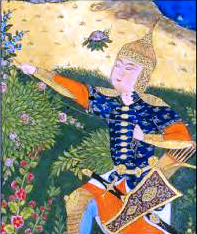
Sohrab tiré de Grand Shah Nameh de Shah Tahmasp.

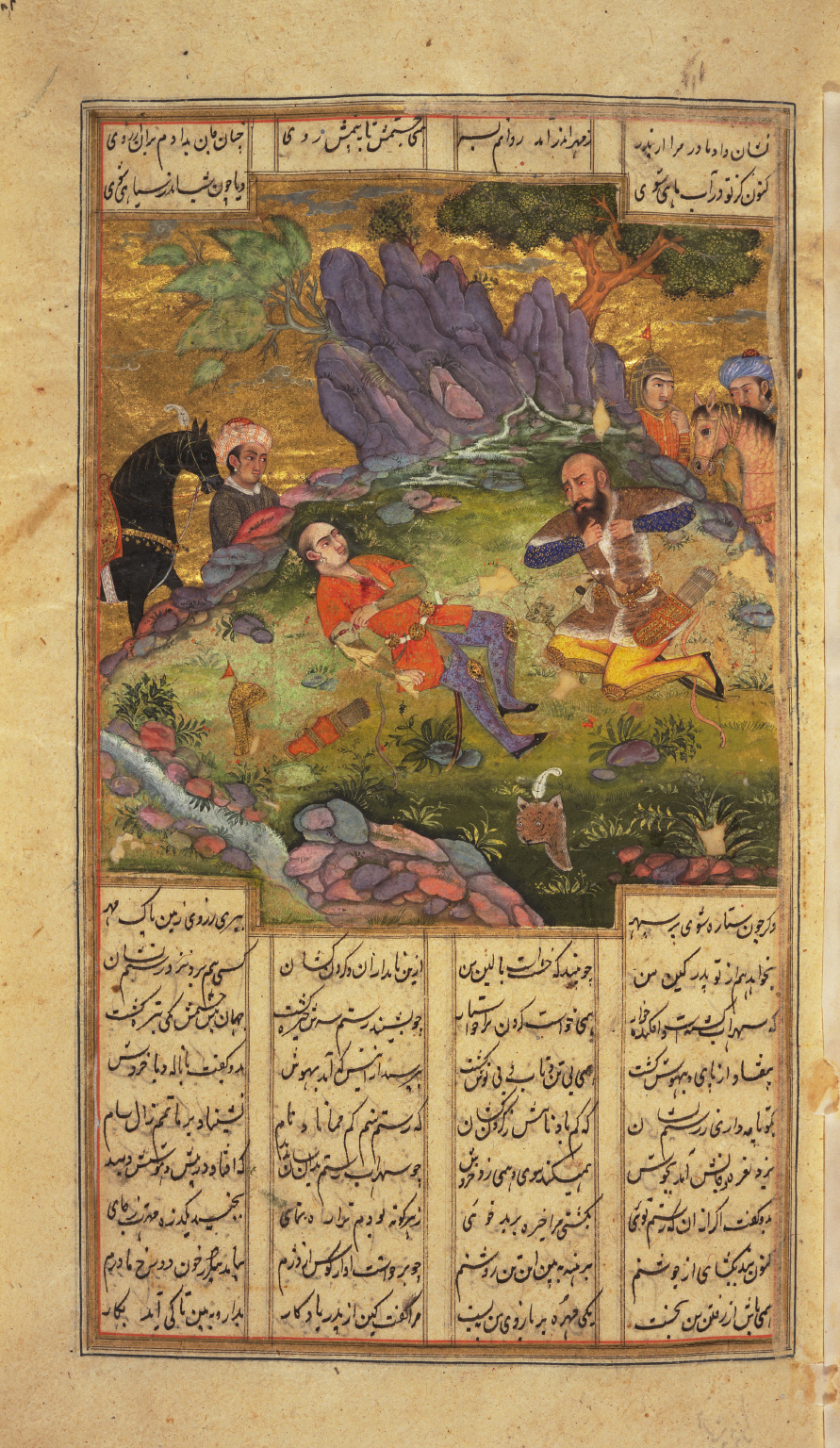
Roustam pleurant la mort de son fils Sohrab.

Sohrab ou Suhrab est un des personnages du Livre des Rois. Il est le fils de Rostam (le plus grand héros du Shahnamah) et de Tahmineh (fille du roi de Samangan (en)). Il est né et a été élevé à Samangan (province de Samangan dans l'actuel Afghanistan), alors que son père était en Iran. Le roi touranien Afrassiab a profité de l'occasion et lui a fourni une forte armée. Finalement, Sohrab a été tué par son père Rostam, alors que tous les deux ignoraient l'identité de leur opposant.

## Interprétation
Le combat du père contre son fils est un motif traditionnel indo-européen. Il se retrouve notamment dans le Chant de Hildebrand dans le monde germanique ou encore dans le récit celtique Aided Óenfhir Aífé (« Le Meurtre du fils unique d'Aífé »).
Ce motif de l'affrontement du père et du fils illustre le passage de la société lignagère à la société héroïque. Alors que dans la société lignagère, l'essentiel réside dans la lignée et l'individu privilégie sa descendance par laquelle il survit, avec la société héroïque apparaît une nouvelle conception de l'outre-tombe, la « voie des dieux » réservée au héros. Elle marque une transformation de la société où un chef réunit autour de lui des compagnons qu'il a choisi et qui lui doivent davantage qu'au lignage dont ils sont issus. Ils doivent au besoin affronter des membres de leur lignage, voire leur propre descendance. Le seigneur devient le père et ses compagnons ses enfants,.